# イ・ジェヨン (俳優)
イ・ジェヨン（李 在龍、ハングル: 이재용、ラテン翻字: Lee Jae-Yong、1963年3月21日 - ）は、韓国・江原道春川市出身の俳優。

## 人物像
- 身長：180cm
- 最終学歴：釜山大学校哲学科卒業
- 血液型：A型

## 出演作

### テレビドラマ
- ピアノ（2001年、SBS）　パク・ジュン(毒蛇)役
- 野人時代 将軍の息子-キム・ドゥハン（2002年-2003年、SBS）　ミワ役
- 走れ母さん（2003年、KBS）
- 嵐の中へ（2004年、SBS）　キム・ギホ役
- 海神-HESHIN-（2004年-2005年、KBS）　チョ大人（チョ・ジャンギル）役
- 乾パン先生とこんぺいとう（2005年、SBS）
- 第5共和国（2005年、MBC）　イ・ハクボン役
- 別れの法則（2005年、MBC）
- 海の言葉（2006年、MBC）
- 朱蒙（チュモン）（2006年-2007年、MBC）　プドゥクプル役
- 90日、愛する時間（2006年-2007年、MBC）　ヒョン・サンマン役
- ケセラセラ（2007年、MBC）　チェ理事役
- ロビイスト（2007年、SBS）　ロビイスト役
- 銭の戦争（2007年、SBS）　オ・ジェボン役
- エア・シティ（2007年、MBC）
- イ・サン（2007年-2008年、MBC）　チャン・テウ役
- 恋愛結婚（2008年、KBS）　キム・ソンゴン役
- いかさま師〜タチャ（2008年、SBS）　スタンリー・ファン役
- チング 〜愛と友情の絆〜（2009年、MBC）　サンゴン親分役
- 太陽をのみ込め（2009年、SBS）　ヒョン・ギソン役
- 熱血商売人（2009年、KBS）　ソン・マンドゥク役
- 神と呼ばれた男（2010年、MBC）　ファン・ダルス役
- トンイ（2010年、MBC）　チャン・イゴン役
- トキメキ☆成均館スキャンダル（2010年、KBS）　ハ・ウギュ役
- レディプレジデント〜大物（2010年、SBS）　コン・ソンジョ役
- ATHENA-アテナ-（2010年-2011年、SBS）　キム・ホビン役
- ロマンスタウン（2011年、KBS）　カン・テウォン役
- ヴァンパイア検事（2011年、OCN）　パク社長役
- 根の深い木－世宗大王の誓い－（2011年、SBS）　チョ・マルセン役
- 棚ぼたのあなた（2012年、KBS）　チョン・マンシク役
- 赤道の男（2012年、KBS）　チェ・グァンチュン役
- 海雲台(ヘウンデ)の恋人たち（2012年、KBS）　イ・スンシン役
- チョンウチ（田禹治）（2012年-2013年、KBS）　ソチル役
- 天命（2013年、KBS）　チョンボン役
- ホジュン〜伝説の心医〜（2013年、MBC）　キム・ミンセ（サムジョク）役
- 主君の太陽（2013年、SBS）　イ・ヨンジェ役
- 奇皇后 〜ふたつの愛 涙の誓い〜（2013年-2014年、MBC）　ワン・ゴ役
- スリーデイズ～愛と正義～（2014年、SBS）　チェ・ジフン役
- 猫がいる、ニャー!（2014年、KBS）　ヨム・ビョンス役
- 夜警日誌（2014年、MBC）　パク・スジョン役
- 華政（ファジョン）（2015年、MBC）　キム・サンホン役
- リミット -My Beautiful Bride-（2015年、OCN）　ソン・ハクス役
- 錐-キリ-（2015年、JTBC）
- 軍師リュ・ソンリョン（2015年、KBS）　イ・サネ役
- テバク〜運命の瞬間〜（2016年、SBS）　キム・チャンジプ役
- 太陽の末裔 Love Under The Sun（2016年、KBS）　チェ・ジホ役
- 華麗なる2人～ミセスコップ2～（2016年、SBS）　チョ・ヒチョル役
- グッバイ ミスターブラック （2016年、MBC）　ユン・ジェミン役
- あの空に太陽が（2016年、KBS）　ナム・テジュン役
- 恋のラブ・アタック（2016年、WEB）
- ハイクラス（2016年-2017年、MBC）　パク・ムサム役
- 仮面の王イ・ソン（2017年、MBC）
- マン・ツー・マン～君だけのボディーガード～（2017年、JTBC）　ミカエル神父役
- 秘密の森（2017年、tvN）　キム・ナムジン役
- 恋するレモネード（2017年、KBS）　ク・ヨング役
- パンドラ 小さな神の子供たち（2018年、OCN）　クク・ハンジュ役
- リッチマン（2018年、Dramax）　ミン・チョロ役
- ドクター・プリズナー（2019年、KBS）　アン・ジンチョル役
- カンテク〜運命の愛〜（2019年-2020年、TV朝鮮）　チョ・フンギョン役
- 私がいちばん綺麗だった時（2020年、MBC）　パン会長（パン・ヨングン）役
- ポッサム〜愛と運命を盗んだ男〜（2021年、MBN）　イ・イチョム役
- ルール通りに愛して！（2022年、KBS）　チェ・ヨファン役

### 映画
- オクス湯（1997年）　漫画喫茶主人役として出演。
- 私の中に響く風（1997年）　肖像画男役として出演。
- ドクターK（1999年）　精神病院患者役として出演。
- 友へ チング（2001年）　ヌンカル・ジウク役として出演。
- 鳥は閉曲線を描く（2002年）　ヌンカル・ジウク役として出演。
- Dig Or Die（2002年）　ポンチャン役として出演。
- 男子生まれる（2002年）　チェさん役として出演。
- ベイビィ・パニック-僕らの育児奮闘記-（2002年）　トンチョル役として出演。
- 地球を守れ!（2003年）　チュ刑事役として出演。
- 天国からの手紙（2003年）　スンジェの父役として友情出演。
- とかげの可愛い嘘（2006年）　ソジョン僧役として出演。
- モノポリー（2006年）　友情出演。
- フライ・ダディ（2006年）　教頭役として出演。
- 多細胞少女（2006年）　すべての先生役として出演。
- 貯水池で引き上げたチーター（2007年）　男2役として出演。
- その男の本198ページ（2008年）　ソン会長役として特別出演。
- 自殺同好会（2008年）　コ・ギョンテ役として出演。
- 朝鮮名探偵 トリカブトの秘密（2011年）　イム判書役として出演。

### インターネット映画
- グッドラック（2006年）　チョ会長役として出演。

### M-Video
- The feeling ＜Love it when you call＞（2006年）（映画「多細胞少女」の映像）

## 受賞歴
- 1994年 釜山演劇祭 最優秀演技賞
- 2010年 SBS演技大賞 ドラマスペシャル部門男性助演賞